# Tremont Waters
Tremont Waters, né le 10 janvier 1998 à New Haven dans le Connecticut, est un joueur américano-portoricain de basket-ball. Il évolue au poste de meneur et mesure 1,77 m.

## Biographie

### Jeunesse
Il joue d'abord au basket-ball à la South Kent School, une école privée réservée aux garçons du Connecticut pendant trois ans. En 2015, il est sélectionné au sein de l'équipe nationale des moins de 17 ans du Porto Rico. En tant que senior, il est sélectionné pour le Jordan Brand Classic.
Il intègre l'équipe des Tigers de LSU, au niveau universitaire. Le 22 novembre 2017, il inscrit 39 points contre Marquette. En première année à LSU, Waters obtient en moyenne 15,9 points, 6,0 passes décisives et 3,4 rebonds par match. Son total de 198 passes décisives bat le record de l'université en nombre de passes décisives pour un étudiant de première année, établi précédemment par Ben Simmons. Après la saison, Waters inscrit son nom pour la draft NBA 2018, mais n’a pas embauché d’agent pour préserver son admissibilité. Il annonce son retour à LSU pour sa deuxième saison le 29 mai 2018. Au cours du tournoi de la NCAA, Waters joue une moyenne de 33 minutes par match, et obtient 4,66 passes décisives, 1,66 interception et 16,66 points par match. Il se présente définitivement à la draft 2019 de la NBA à l'issue de la saison universitaire.

### Carrière professionnelle
Le 20 juin 2019, Waters est sélectionné avec le 51e choix, au second tour par les Celtics de Boston. Il intègre l'effectif des Celtics pour la NBA Summer League 2019 et obtient en moyenne 10,0 points, 5,3 passes décisives, 2 rebonds et 2,0 interceptions en 22,5 minutes au cours des quatre premiers matchs.
Le 9 juillet 2019, il signe un contrat two-way avec les Celtics de Boston pour la saison à venir. Il atteint des moyennes de 18,0 points, 7,3 passes décisives, 3,2 rebonds et 1,89 interception par match en 36 matchs de NBA Gatorade League. Il est désigné Rookie of the Year et figure dans la All-Rookie Team et la NBA G-League Second Team à l'issue de la saison 2019-2020 de G-League. Il termine également troisième au vote de MVP de G-League.
En novembre 2020, il signe à nouveau un contrat two-way d'une saison en faveur des Celtics de Boston.
Le 21 décembre 2021, il signe un contrat de dix jours en faveur des Raptors de Toronto.
Début janvier 2022, il signe pour 10 jours en faveur des Wizards de Washington.
Il joue ensuite avec les Lakers de South Bay en NBA Gatorade League puis aux Gigantes de Carolina à Porto Rico.
Le 23 juillet 2022, il quitte le continent américain pour la France et les Metropolitans 92,. En avril 2023, Waters se bat avec son coéquipier Steeve Ho You Fat. Une procédure disciplinaire est engagée par le club à l'encontre des deux joueurs. Waters décide de quitter le club peu après et retourne aux Gigantes de Carolina, à Porto Rico,.
En septembre 2023, Waters s'engage avec le club chinois des Guangdong Southern Tigers.

## Palmarès

### Distinctions personnelles

#### NBA Gatorade League
- G-League Rookie of the Year en 2020.
- G-League All-Rookie Team en 2020.
- NBA G-League Second Team en 2020.

#### NCAA
- All-SEC First Team SEC en 2019.
- All-Defensive Team SEC en 2019.
- Co-défenseur de l'année SEC en 2019.
- All-SEC Freshman Team en 2018.
- Sélectionné au Jordan Brand Classic en 2017.

## Statistiques

### Université
| Saison    | Équipe   | Matchs | Titul. | Min./m | % Tir | % 3pts | % LF | Rbds/m. | Pass/m. | Int/m. | Ctr/m. | Pts/m. |
| --------- | -------- | ------ | ------ | ------ | ----- | ------ | ---- | ------- | ------- | ------ | ------ | ------ |
| 2017-2018 | LSU      | 33     | 32     | 33,0   | 41,7  | 35,1   | 80,1 | 3,4     | 6,0     | 2,0    | 0,1    | 15,9   |
| 2018-2019 | LSU      | 33     | 29     | 32,4   | 42,9  | 32,7   | 81,3 | 2,8     | 5,8     | 2,8    | 0,1    | 15,3   |
| Carrière  | Carrière | 21     | 2      | 10,3   | 30,0  | 25,6   | 93,8 | 1,0     | 2,2     | 0,8    | 0,1    | 3,5    |

### NBA

#### Saison régulière
| Saison    | Équipe     | Matchs | Titul. | Min./m | % Tir | % 3pts | % LF | Rbds/m. | Pass/m. | Int/m. | Ctr/m. | Pts/m. |
| --------- | ---------- | ------ | ------ | ------ | ----- | ------ | ---- | ------- | ------- | ------ | ------ | ------ |
| 2019-2020 | Boston     | 11     | 1      | 10,8   | 28,6  | 16,7   | 100  | 1,10    | 1,50    | 0,90   | 0,20   | 3,60   |
| 2020-2021 | Boston     | 26     | 3      | 9,2    | 40,5  | 39,5   | 94,1 | 0,80    | 2,40    | 0,60   | 0,00   | 4,00   |
| 2021-2022 | Toronto    | 2      | 0      | 21,0   | 25,0  | 22,2   | –    | 2,00    | 3,50    | 2,00   | 0,00   | 4,00   |
| 2021-2022 | Washington | 1      | 0      | 8,0    | 50,0  | –      | –    | 0,00    | 0,00    | 0,00   | 0,00   | 2,00   |
| Carrière  | Carrière   | 40     | 4      | 10,2   | 35,4  | 29,6   | 96,0 | 0,90    | 2,10    | 0,80   | 0,10   | 3,70   |

#### Playoffs
| Saison   | Équipe   | Matchs | Titul. | Min./m | % Tir | % 3pts | % LF | Rbds/m. | Pass/m. | Int/m. | Ctr/m. | Pts/m. |
| -------- | -------- | ------ | ------ | ------ | ----- | ------ | ---- | ------- | ------- | ------ | ------ | ------ |
| 2020     | Boston   | 1      | 0      | 2,0    | 0,0   | 0,0    | -    | 1,0     | 1,0     | 0,0    | 0,0    | 0,0    |
| 2021     | Boston   | 3      | 0      | 2,0    | 25,0  | 0,0    | 66,7 | 0,00    | 0,70    | 0,30   | 0,0    | 1,30   |
| Carrière | Carrière | 4      | 0      | 2,0    | 20,0  | 0,0    | 66,7 | 0,30    | 0,80    | 0,30   | 0,00   | 1,00   |

Mise à jour le 25 juillet 2022

## Records sur une rencontre en NBA
Les records personnels de Tremont Waters en NBA sont les suivants, :
| Type de statistique        | Saison régulière | Saison régulière      | Saison régulière | Playoffs | Playoffs             | Playoffs         |
| Type de statistique        | Record           | Adversaire            | Date             | Record   | Adversaire           | Date             |
| -------------------------- | ---------------- | --------------------- | ---------------- | -------- | -------------------- | ---------------- |
| Points                     | 11               | @ Hawks d'Atlanta     | 24 février 2021  | -        | -                    | -                |
| Paniers marqués            | 4                | @ Hawks d'Atlanta     | 24 février 2021  | -        | -                    | -                |
| Paniers tentés             | 14               | Wizards de Washington | 13 août 2020     | 1        | @ Raptors de Toronto | 7 septembre 2020 |
| Paniers à 3 points réussis | 3                | @ Hawks d'Atlanta     | 24 février 2021  | -        | -                    | -                |
| Paniers à 3 points tentés  | 7                | Wizards de Washington | 13 août 2020     | 1        | @ Raptors de Toronto | 7 septembre 2020 |
| Lancers francs réussis     | 2                | 7 fois                | 7 fois           | -        | -                    | -                |
| Lancers francs tentés      | 2                | 8 fois                | 8 fois           | -        | -                    | -                |
| Rebonds offensifs          | 1                | 2 fois                | 2 fois           | -        | -                    | -                |
| Rebonds défensifs          | 3                | 2 fois                | 2 fois           | 1        | @ Raptors de Toronto | 7 septembre 2020 |
| Rebonds totaux             | 3                | 2 fois                | 2 fois           | 1        | @ Raptors de Toronto | 7 septembre 2020 |
| Passes décisives           | 5                | 4 fois                | 4 fois           | 1        | @ Raptors de Toronto | 7 septembre 2020 |
| Interceptions              | 5                | Wizards de Washington | 13 août 2020     | -        | -                    | -                |
| Contres                    | 2                | Kings de Sacramento   | 25 novembre 2019 | -        | -                    | -                |
| Balles perdues             | 5                | Wizards de Washington | 13 août 2020     | -        | -                    | -                |
| Minutes jouées             | 30               | Wizards de Washington | 13 août 2020     | 2        | @ Raptors de Toronto | 7 septembre 2020 |

- Double-double : 0
- Triple-double : 0

Dernière mise à jour : 24 février 2021